# Louis Moussier
Louis Moussier ou Moussière (orthographe sans doute dérivée de la prononciation), baptisé le 23 février 1744 à Châlon-sur-Saône et mort le 1er juin 1816 d'apoplexie à Athée, est un homme politique, noble parlementaire bourguignon et le dernier vicomte-mayeur de Dijon de 1784 à 1789.

## Biographie

### Origines familiales et vie privée
Louis Moussier est le fils de Nicolas, qui fût successivement pâtissier à Dijon, hôtelier à Chalon puis maître de poste et négociant à Chagny et de Françoise Roche, originaire du même lieu. Nicolas Moussier fait l'acquisition, grâce à la fortune familiale, de la charge de secrétaire du Roi, contrôleur en la Chancellerie du Parlement de Bourgogne, charge lui conférant la noblesse héréditaire.
Louis Moussier épouse le 22 février 1773 en l'église Saint-Nicolas à Dijon Claudine Madeleine Mollerat. Ils obtiennent ensemble trois enfants : Nicolas-Louis, né en 1775, Françoise Jeanne, et Joseph Louis, né en 1780.

### Carrière politique
Louis Moussier devient à l'âge de 24 ans substitut du Procureur général auprès du parlement. Écuyer, il est alors seigneur de la baronnie de Saint-Beury, lieutenant-général au bailliage et siège présidial de Dijon, gouverneur de la Chancellerie du Parlement. Son mariage lui apporte en dot la seigneurie de Vorne. Il perd bientôt la seigneurie de Saint-Beury pour cause de retrait lignager, mais il rachète le 22 janvier 1775 la seigneurie d'Athée et de Magny-les-Auxonne à la famille de Sénevoy très endetté.
Moussier devient maire de Dijon le 19 juillet 1784, un mois après avoir cédé ses offices pour 70 000 livres. Son élection au poste de vicomte-mayeur n'est que la confirmation de la Chambre de la Ville de la volonté royale par son gouverneur. Conseiller d'Etat en 1788, il est attaché au parti de la noblesse et du Parlement. Dès les premiers troubles de la Révolution, Moussier s'en va à Paris, et démissionne le 21 juillet. En 1793, le Conseil général de la Commune le pense d'abord parti à Lyon. Le 15 janvier 1794, il tente de faire enlever des scellés posés à son domicile, ce que le Conseil général refuse, le considérant comme père d'émigré. En réalité, son fils Nicolas-Louis, incorporé dans le 7e régiment de dragons en mars 1793 a été fait prisonnier le 30 septembre. Il meurt en captivité. 
Deux jours après, il est écroué au Château de Dijon. Entendu par les révolutionnaires, il présente les dons qu'il a faits pour les volontaires, les hôpitaux et raconte le destin de son fils. Sa libération est ordonnée le 9 novembre 1794. Il se retire alors pour gérer ses biens.

### Fin de vie
Sa fille Françoise-Jeanne épouse en juin 1800 Théodore-Charles de Berbis, son fils Joseph-Louis se marie en 1804, mais décède 4 ans plus tard en 1808, laissant un orphelin, Louis-Joseph-Victor, né en 1806, qui hérite de l'hôtel de Migieu.
Jusqu'à la fin de sa vie en 1816, Louis Moussier gère avec succès ses affaires, rachète des terres à Lamarche notamment et devient un des contribuables les plus imposés de Dijon. À la fin de l'Empire et après les 100 jours, il devient maire d'Athée. 

## Armes et devise
Le jeton frappé par la municipalité nous a laissé une trace des armes et de la devise de Louis Moussier.
- Armes de Louis Moussier

« D'azur au chevron d'or accompagné de trois mousserons d'argent »

- Devise : Hæc mea magna fides. (C'est ma grande foi - Livre XI de l'Énéide)